# يوج كاميمورا
يُوجِ كاميمورا (باليابانية: 上村 祐司) (16 مارس 1976 في غونما في اليابان – )؛ هو لاعب كرة قدم ياباني سابق كان يلعب كمدافع.

## وصلات خارجية
- يوج كاميمورا على موقع رابطة كرة القدم اليابانية للمحترفين (اليابانية)